# 胡孝 (嘉靖進士)
胡孝（1522年—？），字民行，號顺所，浙江杭州府仁和縣軍籍紹興府餘姚縣人，明朝政治人物。

## 生平
己酉科（1549年）浙江鄉試第六十七名舉人。嘉靖三十五年（1556年）中式丙辰科會試第一百六十九名，二甲第二十六名進士。刑部观政，授礼部主事，三十九年升员外、郎中，四十年升直隶徽州府知府，致仕。

## 家族
曾祖胡㻛；祖父胡尚才；父胡忠，封礼部主事。母沈氏，封太安人。兄炜、一清、烱、悦、弟一洲。